# Limbo (film fra 2002)
|  | Denne artikel er oprettet af botten Steenthbot ud fra en ekstern database. Den kan derfor have sproglige fejl eller mangler. Denne skabelon kan fjernes efter kontrol af indholdet. |

 For alternative betydninger, se Limbo (flertydig). (Se også artikler, som begynder med Limbo)
Limbo er en dansk kortfilm fra 2002 instrueret af Nynne Marie Selin Eidnes efter eget manuskript.

## Medvirkende
- Camilla Bendix
- Thomas Waern Gabrielsson